# Naša stvar
Naša stvar je tretji samostojni album slovenskega glasbenika Guštija.

## Seznam skladb
1. "Sjene"
2. "Hoću, neću"
3. "Prema tebi"
4. "Igra"
5. "Sama"
6. "Iluzija"
7. "Cimet i med"
8. "Trag"
9. "Ples života"
10. "Septembar"
11. "Moderni snovi"

## Zasluge
- Sodelujoči glasbeniki: Peter Dekleva, Andrej Zavašnik, Anej Kočevar, Ema Gagro, Jernej Jurc, Mustafa Stanić, Dječji hor Pavarotti
- Produkcija, aranžma in programming: Zed
- Mix: Zed
- Oblikovanje: Ivian Kan Mujezinović @ Ee